# Nathaniel Gorham
Nathaniel Gorham (Charlestown (Massachusetts), 27 mei 1738 – aldaar, 11 juni 1796) was een Amerikaans politicus. Hij was de veertiende president van het Continental Congress en een van de ondertekenaars van de Amerikaanse Grondwet.

## Levensloop
Gorham groeide op als de zoon van een Britse kapitein. Op zijn 25e trouwde hij met Rebecca Call, een weduwe met negen kinderen. Zij zouden hun hele leven bij elkaar blijven.
In aanloop naar de Amerikaanse onafhankelijkheid mengde hij zich al in de politiek. Hij was van 1774 tot 1775 lid van het Provinciale Congres van Massachusetts. In 1779 nam hij deel aan de Conventie die een nieuwe grondwet voor de staat Massachusetts opstelde. Van 1778 tot 1781 was hij lid van de Board of War. Deze commissie adviseerde het Continental Congress over de structuur en positie van het Continental Army.
Namens Massachusetts was Gorham van 1782 tot 1783 en van 1785 tot 1787 lid van het Continental Congress. Na het vertrek van John Hancock als president van het Congress volgde Gorham hem op. Hij bekleedde deze functie vijf maanden. Ook name hij deel aan de Constitutional Convention waar een nieuwe grondwet werd opgesteld. Hij zat de vergaderingen van de Conventie regelmatig voor. Na de Conventie zette hij zich in voor de ratificatie van de grondwet door zijn eigen staat.
Na de Conventie ging Gorham in de zaken. Samen met Oliver Phelps kocht Gorham in 1788 het recht op koop een stuk grond van Massachusetts. In totaal betaalde zij een miljoen dollar. Dit land was eerder verkregen van de staat New York. Het land kochten zij van verschillende indianenstammen en verkochten dat voor een deel weer door.
Baldwin · Bassett · Bedford · Blair · Blount · Brearley · Broom · Butler · Carroll · Clymer · Daniel · Dayton · Dickinson · Few · Fitzsimons · Franklin · Gilman · Gorham · Hamilton · Ingersoll · Johnson · King · Langdon · Livingston · Madison · McHenry · Mifflin · G. Morris · R. Morris · Paterson · C. C. Pinckney · Pinckney · Read · Rutledge · Sherman · Spaight · Washington · Williamson · Wilson